# Clidemia melanophylla
Clidemia melanophylla är en tvåhjärtbladig växtart som först beskrevs av Spreng., och fick sitt nu gällande namn av Célestin Alfred Cogniaux. Clidemia melanophylla ingår i släktet Clidemia och familjen Melastomataceae. Inga underarter finns listade i Catalogue of Life.